# Vaiana
Vaiana (titulada Moana en la seva versió original en anglès) és una pel·lícula d'animació per ordinador de Walt Disney Animation Studios que es va estrenar el 23 de novembre de 2016 als Estats Units. Als Països Catalans es va estrenar el 2 de desembre del mateix any. Aquesta pel·lícula compta amb doblatge i subtítols en català.

## Argument
Fa 3000 anys, la deessa totpoderosa Te Fiti va crear la vida. Després d'això va caure en un profund somni, convertint-se en una illa. El seu cor es va transformar en una petita talla de pounamu. El semideu Maui va robar el cor de la deessa. Maui no era l'únic que el desitjava, perquè els monstres marins també cobejaven el cor, i un d'ells, anomenat Te Ka, aconsegueix arrabassar-li'l. Després de la desaparició del cor de la deessa que mantenia la vida en equilibri, totes les illes van començar a ser afectades per la mort a mesura que passava el temps.
1000 anys després, durant l'expansió dels polinesis en el Pacífic, Vaiana, una jove de 16 anys, filla única i successora d'un important cap, comença a notar senyals que li indiquen que l'illa on viu pot desaparèixer. Ella vol recuperar els costums ancestrals del seu poble, especialment les seves exploracions a través de l'oceà, però el seu pare s'hi oposa. Gràcies als consells i indicacions de la seva àvia Tala, una anciana de la tribu, aconsegueix iniciar el seu viatge al costat de Maui amb la finalitat de recuperar el cor de la deessa per a salvar la seva illa i el seu poble de la desaparició.
Per a això decideix desobeir al seu pare, qui li prohibeix navegar més enllà de l'escull. En la pel·lícula es veu com usen canoes que els permetien pescar a prop de la costa, anomenades waka, però Vaiana descobreix embarcacions molt més grans que usaven els seus avantpassats per a colonitzar diferents illes, com les Hokule'a o canoes de doble casc. Durant el viatge es topa amb Maui El Semideu i junts s'embarquen en l'aventura, on es troben amb diferents obstacles i enemics.

## Repartiment
| Personatge | Veu original                                   | Doblatge al català                                |
| ---------- | ---------------------------------------------- | ------------------------------------------------- |
| Vaiana     | Auliʻi Cravalho                                | Crystal Barreyro Ana Fernàndez Pellicer (cançons) |
| Maui       | Dwayne Johnson                                 | Mark Ullod                                        |
| Tala       | Rachel House                                   | Maria Lluïsa Solà                                 |
| Cap Tui    | Temuera Morrison Christopher Jackson (cançons) | Eduard Doncos Francesc Pujol (cançons)            |
| Tamatoa    | Jemaine Clement                                | Francesc Belda                                    |
| Sina       | Nicole Scherzinger                             | Thaïs Buforn Lourdes Fabrés (cançons)             |
| Heihei     | Alan Tudyk                                     | ––                                                |
| Pescador   | Oscar Kightley                                 | David Jenner                                      |

1. ↑  Reprèn el paper a la versió en hawaià de la pel·lícula[4][5]
2. 1 2 3  Reprèn el paper a la versió en maori de la pel·lícula[6][7]
3. ↑  Reprèn el paper a la versió en hawaià de la pel·lícula[5][8]
4. ↑  També dona veu al vilatà núm. 3

## Producció

### Desenvolupament
Després de dirigir Tiana i el Gripau (2009), Ron Clements i John Musker van començar a treballar en l'adaptació de Mort de Terry Practchett, però va haver-hi problemes per aconseguir els drets necessaris per fer una pel·lícula, així que, el projecte no va ser continuat. Per evitar aquest problema tornés a passar, van crear tres idees noves. L'inici d'una d'aquestes idees (la qual va ser la que finalment va ser escollida) va ocórrer quan Musker va començar a llegir sobre la mitologia Polinèsia i va aprendre sobre el semidéu Maui. Intirgat per la rica cultura de Polinèsia, va pensar que seria un bon tema per una pel·lícula animada. Poc després, Musker i Clements van escriure un enfocament i li van ensenyar a John Lasseter, qui els va recomanar que haurien de viatjar i fer recerca. Així que, el 2012, Clements i Musker van anar a fer recerca a Fiji, Samoa i Tahiti a conèixer les persones de l'oceà Pacífic i aprendre sobre la seva cultura. Al principi, havien planejat en fer una perl·lícula només sobre en Maui, però aquests viatges van inspirar a Clements per una història sobre la jove filla d'un cap.
Clements i Musker van quedar fascinats quan van saber que la gent de Polinèsia havien deixat de fer llargs viatges ja feia uns tres mil anys enrere. Les seves tradicions de navegació eren més antigues que les dels exploradors europeus. Clements i Musker van situar la pel·lícula uns dos mil anys enrere, en una illa fictícia al Pacífic central, va estar inspirada en elements de les illes reals de Fiji, Samoa i Tonga. Es va tardar més de cinc anys a desenvolupar i produir la pel·lícula. Per intentar ser més precisos a l'explicar la història, Clements i Musker van demanar a persones experts del pacífic que formessin un Oceanic Story Trust. Aquest grup, va respondre negativament, per exemple, no van estar d'acord en la representació de Maui sense cabell i tampoc ho van estar amb una escena proposada on la Vaiana s'enfada i en conseqüència tira cocos. En resposta a això, a Maui se li va fer cabell i l'escena dels cocos va ser tallada.
Durant l'exposició D23 de 2015, el cognom de que es va donar a Vaian va ser "Waialiki", però aquest no va aperèixer a la pel·lícula final.

### Guió
Taika Waititi va escriure el guió inicial, però va marxar a Nova Zelanda per centrar-se en el seu fill nounat i més tard en What We Do in the Shadows. Anys després, Waititi va bromejar dient que tot el que va quedar del seu primer guió va ser: "EXT: OCEAN– DAY". El primer esborrany va estar centrat en la Vaiana com única filla de la família amb "cinc o sis germans". Tot i així, els germans van ser eliminats de la història ja que els directors va pensar que la pel·lícula hauria d'anar sobre la Vaiana trobant-se a ella mateixa. Un següent esborrany es va presentar al pare de la Vaiana com el personatge que volia tornar a viatjar pel mar, però va ser reescrit com a la persona que no volia reprendre-la, d'aquesta manera, no desviaria l'atenció de la Vaiana. En comptes d'això, Pamela Ribon, va tenir la idea d'afegir una àvia a la pel·lícula, personatge que seria la unió entre la Vaiana i les tradicions antigues. Una altra versió va centrar-se en la Vaiana rescatant el seu pare, qui s'havia perdut al mar. La història de la pel·lícula va canviar molt durant la fase de desenvolupament; la idea, només va sobreviure com un petit element de la història del pare. En els primers esborranys, Te Kā, era anomenat Te Pō, fent referència a la deessa Māori Hine-nui-te-pō.
Aaron i Jordan Kandell es van unir al projecte durant un període crític per ajudar a fer més emocional l'estructura de la pel·lícula. Estan acreditats com a desenvolupadors de la relació entre en Maui i la Vaiana, de la Cova dels Wayfinders, el Kakamora i el cranc recol·lector Tamatoa (interpretat per Jemaine Clement). Jared Bush va rebre crèdit com a únic escriptor de la versió final de guió de la pel·lícula.
Problemes majors de la història van ser trobats el 2015, després que la pel·lícula hagués deixat d'estar en fase de desenvolupament i hagués entrat en la de producció, però les pel·lícules generades aper ordinador acostumen a tenir produccions més curtes i equips d'animació més grans (en aquest cas, uns 90 animadors) que els de les pel·lícules animades tradicionals. Clements i Musker ja treballaven 12 hores al dia (també els dissabtes) dirigint l'equip d'animació, Don Hall i Chris Williams (qui havien acabat de dirigir Big Hero 6) van unir-se a la producció com a co-directors per ajudar a arreglar els problemes de la història. L'escena on la Vaiana i en Maui es troben a Kakamora és un homenatge intencionat a Mad Max: Fury Road.

### Càsting
Després que els directors fessin centenars d'audicions, finalment, l'estudiant de secundària de 14 anys Auli'i Cravalho va ser triada per donar veu a Vaiana. En aquell moment, el disseny de la Vaiana ja estava fet i la ressemblança entre l'actriu i el personatge va ser coincidència. Durant la producció, els animadors de Disney van ser capaços d'afegir peculiaritats de Cravalho al personatge de la Vaiana.
La majoria dels actors i actriu són de descendència polinèsia: Auliʻi Cravalho (Vaiana) i Nicole Scherzinger (Sina, mare de la Vaiana) van néixer a Hawaii i tenen herència nativa hawaiana; Dwayne Johnson (Maui), Oscar Kightley (Fisherman) i Troy Polamalu (Villager No. 1) tenen herència samoana; i Rachel House, nascuda a Nova Zelanda, (Tala, àvia de la Vaiana), Temuera Morrison (Tui, pare de la Vaiana), i Jemaine Clement (Tamatoa) tenen herència.

### Animació
Vaiana és la primera pel·lícula totalment animada per ordinador de John Musker i Ron Clements. Una de les raons d'utilitzar animació digital va ser que l'entorn, incloent l'oceà, era molt millor quan es feia amb CGI que no pas amb animació tradicional. Els directors van insinuar que l'animació digital en tres dimensions era més adequada per "l'escultura" de les cares de la gent del sud del Pacífic. Eric Golberg va utilitzar l'animació tradicional per treballar en els tatuatges d'en Maui. Durant les primeres etapes de desenvolupament rumorejava la possibilitat de fer servir la tècnica d'animació dibuixat a mà, tot i així, només proves inicials van ser fetes amb aquest estil; l'única part feta amb la tècnica d'animació tradicional que va aparèixer a la pel·lícula final, van ser els tatuatges d'en Maui.
El 20 d'octubre del 2014 Disney va anunciar que la data de llançament de Vaiana seria finals de 2016. Al novembre de 2014, Dwayne Johnson (també conegut com La Roca) va ser anunciat per a expressar el semideu Maui i unir-se a Vaiana en el seu viatge ple d'acció. El 7 d'octubre de 2015, Walt Disney Animation Studios va llançar un vídeo anunciant el llançament debut com a actriu de veu d'Auli'i Cravalho, nadiua de Hawaii, qui farà el paper oficial de Vaiana. L'enregistrament dels diàlegs de la pel·lícula es va completar el 16 de juliol de 2016.
En els Premis Oscar de 2016, la pel·lícula va rebre la nominació a l'Oscar a la millor pel·lícula d'animació.

### Música
La banda sonora de la pel·lícula va ser publicada per Walt Disney Records el 18 de novembre de 2016. Les cançons van ser escrites per Opetaia Foa'i, Mark Mancina i Lin-Manuel Miranda i la música va ser composta per Mancina. La banda sonora inclou set cançons originals, dues repeticions (reprise) i dues cançons de final de crèdits de la pel·lícula. La lletra de les cançons és en anglès, samoà i tokelauà.

La cançó "How Far I'll Go" (en català, "On aniré") va ser nominada als Premis Globus d'Or del 2017 a la categoria de Millor cançó original. A la 89ena gala dels Oscar, la cançó també va estar nominada a la categoria de Millor cançó original.
| 1.            | «Tulou Tagaloa»                             | Olivia Foa'i i Opetaia Foa'i                                                         | 0:51    |
| 2.            | «An Innocent Warrior»                       | Vai Mahina, Sulata Foai-Amiatu i Matthew Ineleo                                      | 1:37    |
| 3.            | «Where You Are»                             | Christopher Jackson, Rachel House, Nicole Scherzinger, Auliʻi Cravalho i Louise Bush | 3:30    |
| 4.            | «How Far I'll Go»                           | Auliʻi Cravalho                                                                      | 2:43    |
| 5.            | «We Know the Way»                           | Opetaia Foa'i i Lin-Manuel Miranda                                                   | 2:21    |
| 6.            | «How Far I'll Go»                           | Auliʻi Cravalho                                                                      | 1:27    |
| 7.            | «You're Welcome»                            | Dwayne Johnson                                                                       | 2:43    |
| 8.            | «Shiny»                                     | Jemaine Clement                                                                      | 3:05    |
| 9.            | «Logo Te Pate»                              | Olivia Foa'i, Opetaia Foa'i i Talaga Steve Sale                                      | 2:10    |
| 10.           | «I Am Moana (Cançó dels Ancestres)»         | Rachel House i Auliʻi Cravalho                                                       | 2:42    |
| 11.           | «Know Who You Are»                          | Auliʻi Cravalho, Vai Mahina, Olivia Foa'i, Opetaia Foa'i i Matthew Ineleo            | 1:12    |
| 12.           | «We Know the Way (Finale)»                  | Lin-Manuel Miranda i Opetaia Foa'i                                                   | 1:09    |
| 13.           | «How Far I'll Go (versió d'Alessia Cara)»   | Alessia Cara                                                                         | 2:55    |
| 14.           | «You're Welcome» (feat. Lin-Manuel Miranda) | Jordan Fisher (produït per Illmind)                                                  | 2:17    |
| 15.           | «Prologue»                                  | Mark Mancina                                                                         | 2:25    |
| 16.           | «He Was You»                                | Mark Mancina                                                                         | 0:50    |
| 17.           | «Village Crazy Lady»                        | Mark Mancina                                                                         | 0:45    |
| 18.           | «Cavern»                                    | Mark Mancina                                                                         | 2:05    |
| 19.           | «The Ocean Chose You»                       | Mark Mancina                                                                         | 1:17    |
| 20.           | «The Hook»                                  | Mark Mancina                                                                         | 1:09    |
| 21.           | «Tala's Deathbed»                           | Mark Mancina                                                                         | 2:00    |
| 22.           | «Battle of Wills»                           | Mark Mancina                                                                         | 3:10    |
| 23.           | «Kakamora»                                  | Mark Mancina                                                                         | 4:33    |
| 24.           | «Wayfinding»                                | Mark Mancina                                                                         | 1:52    |
| 25.           | «Climbing»                                  | Mark Mancina                                                                         | 0:54    |
| 26.           | «Tamatoa's Lair»                            | Mark Mancina                                                                         | 2:45    |
| 27.           | «Great Escape»                              | Mark Mancina                                                                         | 0:59    |
| 28.           | «If I Were the Ocean»                       | Mark Mancina                                                                         | 3:01    |
| 29.           | «Te Ka Attacks»                             | Mark Mancina i Opetaia Foa'i                                                         | 1:41    |
| 30.           | «Maui Leaves»                               | Mark Mancina                                                                         | 2:05    |
| 31.           | «Heartache»                                 | Mark Mancina                                                                         | 0:39    |
| 32.           | «Tala Returns»                              | Mark Mancina                                                                         | 1:01    |
| 33.           | «Sails to Te Fiti»                          | Mark Mancina i Opetaia Foa'i                                                         | 5:46    |
| 34.           | «Shiny Heart»                               | Mark Mancina                                                                         | 0:36    |
| 35.           | «Te Fiti Restored»                          | Mark Mancina i Opetaia Foa'i                                                         | 1:03    |
| 36.           | «Hand of a God»                             | Mark Mancina                                                                         | 0:30    |
| 37.           | «Voyager Tagaloa»                           | Mark Mancina i Opetaia Foa'i                                                         | 0:57    |
| 38.           | «Toe Feiloa'i»                              | Mark Mancina                                                                         | 1:25    |
| 39.           | «Navigating Home»                           | Mark Mancina                                                                         | 0:47    |
| 40.           | «The Return to Voyaging»                    | Mark Mancina i Opetaia Foa'i                                                         | 1:01    |
| Durada total: | Durada total:                               | Durada total:                                                                        | 1:15:48 |

| 1.            | «Unstoppable» (cançó eliminada)               | Lin-Manuel Miranda | 3:59  |
| 2.            | «More» (cançó eliminada)                      | Marcy Harriell     | 3:16  |
| 3.            | «More (Reprise)» (cançó eliminada)            | Marcy Harriell     | 2:38  |
| 4.            | «Warrior Face» (cançó eliminada)              | Lin-Manuel Miranda | 2:16  |
| 5.            | «Where You Are» (demo)                        | Lin-Manuel Miranda | 3:01  |
| 6.            | «You're Welcome» (demo)                       | Lin-Manuel Miranda | 2:37  |
| 7.            | «Shiny» (demo)                                | Lin-Manuel Miranda | 3:04  |
| 8.            | «Prologue» (demo)                             | Mark Mancina       | 2:26  |
| 9.            | «Village Crazy Lady» (demo)                   | Mark Mancina       | 0:45  |
| 10.           | «Cavern» (demo)                               | Mark Mancina       | 2:05  |
| 11.           | «Kakamora (Criatures de l'oceà)» (score demo) | Mark Mancina       | 3:58  |
| 12.           | «It's Called Wayfinding» (demo)               | Mark Mancina       | 0:53  |
| 13.           | «Maui Leaves» (demo)                          | Mark Mancina       | 2:04  |
| 14.           | «Sails to Te Fiti» (demo)                     | Mark Mancina       | 1:37  |
| 15.           | «Maui Battles» (demo)                         | Mark Mancina       | 1:57  |
| 16.           | «Sea Monsters» (demo)                         | Mark Mancina       | 0:45  |
| 17.           | «Tala Returns» (demo)                         | Mark Mancina       | 1:15  |
| 18.           | «How Far I'll Go» (instrumental)              | Lin-Manuel Miranda | 2:44  |
| 19.           | «You're Welcome» (instrumental)               | Lin-Manuel Miranda | 2:44  |
| Durada total: | Durada total:                                 | Durada total:      | 44:04 |

## Versions

### Problemes a Europa amb el títol original
La pel·lícula es titula Vaiana als Països Catalans, a la resta d'Espanya i França, a Portugal, Alemanya, Països Baixos, Bèlgica, Dinamarca, Noruega, Suècia, Islàndia, Finlàndia, Estònia, Lituània, Letònia, Polònia, Hongria, República Txeca, Eslovàquia, Eslovènia, Croàcia, Sèrbia, Bulgària, Grècia, Romania i Ucraïna. «Moana» és una marca registrada en aquests països europeus.
A Itàlia la pel·lícula es va titular Oceania, ja que la productora Disney va considerar inacceptable que en els cercadors web el nom «Moana» llancés entre els resultats principals informació sobre l'actriu pornogràfica, presentadora i model italiana Anna Moana Rosa Pozzi.

### Adaptacions
| "Vaiana"                     | "Vaiana"                                                          | "Vaiana"                                        |
| Llengua                      | Títol                                                             | Traducció                                       |
| ---------------------------- | ----------------------------------------------------------------- | ----------------------------------------------- |
| Alemany                      | Vaiana – Das Paradies hat einen Haken                             | Vaiana – El paradís té un ganxo                 |
| Anglès (Europeu continental) | Vaiana                                                            | Vaiana                                          |
| Àrab                         | موانا (Muwānā)                                                    | موانا (Muwānā)                                  |
| Bengalí                      | মোয়ানা (Mōẏānā)                                                      | মোয়ানা (Mōẏānā)                                    |
| Búlgar                       | Смелата Ваяна (Smelata Vayana)                                    | Vaiana valenta                                  |
| Cantonès                     | 魔海奇緣                                                          | L'aventura de l'oceà màgic                      |
| Castellà                     | Vaiana                                                            | Vaiana                                          |
| Català                       | Vaiana                                                            | Vaiana                                          |
| Coreà                        | 모아나 (Moana)                                                    | 모아나 (Moana)                                  |
| Croat                        | Vaiana: Potraga za mitskim otokom                                 | Vaiana: missió per l'illa mítica                |
| Danès                        | Vaiana                                                            | Vaiana                                          |
| Espanyol                     | Moana: Un mar de aventuras                                        | Vaiana: Un Mar d'Aventures                      |
| Eslovac                      | Vaiana                                                            | Vaiana                                          |
| Eslovè                       | Vaiana                                                            | Vaiana                                          |
| Estonià                      | Vaiana                                                            | Vaiana                                          |
| Finès                        | Vaiana                                                            | Vaiana                                          |
| Flamenc                      | Vaiana                                                            | Vaiana                                          |
| Francès (Canadà)             | Moana                                                             | Moana                                           |
| Francès (Europa)             | Vaiana, la Légende du bout du monde                               | Vaiana, la llegenda de la fi del món            |
| Grec                         | Βαϊάνα (Vaïána)                                                   | Βαϊάνα (Vaïána)                                 |
| Hawaià                       | Moana                                                             | Moana                                           |
| Hebreu                       | מואנה (Moana)                                                     | מואנה (Moana)                                   |
| Hindi                        | मोआना (Moaana)                                                      | मोआना (Moaana)                                    |
| Hongarès                     | Vaiana                                                            | Vaiana                                          |
| Indonèsi                     | Moana                                                             | Moana                                           |
| Islandès                     | Vaiana                                                            | Vaiana                                          |
| Italià                       | Oceania                                                           | Oceania                                         |
| Japonès                      | モアナと伝説の海 (Moana to densetsu no umi)                       | Vaiana i El Mar Llegendari                      |
| Kazakh                       | Моана (Moana)                                                     | Моана (Moana)                                   |
| Letó                         | Vaiana                                                            | Vaiana                                          |
| Lituà                        | Vaiana                                                            | Vaiana                                          |
| Malai                        | Moana                                                             | Moana                                           |
| Maori                        | Moana                                                             | Moana                                           |
| Neerlandès                   | Vaiana                                                            | Vaiana                                          |
| Noruec                       | Vaiana                                                            | Vaiana                                          |
| Polonès                      | Vaiana: Skarb oceanu                                              | Vaiana: Tresor de l'Oceà                        |
| Portuguès (Brasil)           | Moana: Um mar de aventuras                                        | Vaiana: Un Mar d'Aventures                      |
| Portuguès (Europa)           | Vaiana                                                            | Vaiana                                          |
| Romanès                      | Vaiana                                                            | Vaiana                                          |
| Rus                          | Моана (Moana)                                                     | Моана (Moana)                                   |
| Serbi                        | Вајана (Vajana)                                                   | Вајана (Vajana)                                 |
| Suec                         | Vaiana                                                            | Vaiana                                          |
| Tahitià                      | Moana                                                             | Moana                                           |
| Tailandès                    | ผจญภัยตำนานหมู่เกาะทะเลใต้ (Pà-jon pai dtam-naan mòo gòr tá-lay dtâi) | Aventura a les illes del llegendari mar del sud |
| Tàmil                        | மோனா (Mōṉā)                                                         | மோனா (Mōṉā)                                       |
| Turc                         | Moana                                                             | Moana                                           |
| Txec                         | Odvážná Vaiana: Legenda o konci světa                             | Vaiana valenta: La llegenda de la fi del món    |
| Ucraïnès                     | Ваяна (Vaiana)                                                    | Ваяна (Vaiana)                                  |
| Vietnamita                   | Hành trình của Moana                                              | Viatge de la Vaiana                             |
| Xinès Mandarí (Xina)         | 海洋奇缘; Hǎiyáng qí yuán                                         | L'aventura de l'oceà                            |
| Xinès Mandarí (Taiwan)       | 海洋奇缘; Hǎiyáng qí yuán                                         | L'aventura de l'oceà                            |

## Recepció

### Recaptació
La pel·lícula va recaptar $56.631.401 en el seu primer cap de setmana als Estats Units i $17.177.794 en altres territoris per a un total de $74.349.195 mundialment.
Fins al final dels seus temps en taquilla, la pel·lícula va recaptar $248.757.044 en la taquilla estatunidenca i $394.574.067 en la taquilla estrangera, recaptant així un total de $645 M., situant-se en el lloc #114 i #117 de les pel·lícules més taquilleres dels Estats Units i del món respectivament. És la dotzena pel·lícula amb la recaptació més gran del 2016. A més és la cinquena pel·lícula més taquillera dels clàssics de Disney.
Es van produir crítiques a les tàctiques promocionals emprades i que se centraven en com els efectes adversos del turisme han devastat les comunitats natives del Pacífic, provocant la degradació del medi ambient i la pobresa.

### Crítica
La pel·lícula va rebre ressenyes positives de part de la crítica i de l'audiència. En el portal d'internet Rotten Tomatoes, la pel·lícula posseeix una aprovació de 95%, basada en 283 ressenyes, amb una puntuació de 7.8/10 per part de la crítica, mentre que de part de l'audiència té una aprovació de 89% basada en més de 50.000 vots i amb una puntuació de 4.3/5.
La pàgina Metacritic li ha fet a la pel·lícula una puntuació de 81 de 100, basada en 44 ressenyes, indicant "aclamació universal". Les audiències de CinemaScore li han donat una puntuació de "A" en una escala d'A+ a F, mentre que al lloc IMDb els usuaris li han donat una puntuació de 7.6/10, amb base en més de 170 000 vots. A FilmAffinity ha rebut una qualificació de 6.8/10, basada en més de 13 000 vots.